# Kenneth Connor
Kenneth Connor (6 de junio de 1916 – 28 de noviembre de 1993) fue un actor teatral, radiofónico, cinematográfico y televisivo inglés, conocido principalmente por su participación en filmes de la serie Carry On.

## Biografía
Nacido en Londres, Inglaterra, era hijo de un oficial naval. Connor actuó por primera vez en el teatro a los dos años de edad, y a los 11 ya tenía un número propio. Tras un período en la escuela dramática y en el Ejército, con el cual participó en la invasión británica de Roma, volvió al teatro, pero sus primeros éxitos llegaron en comedias radiofónicas de la BBC, particularmente en el programa de Ted Ray "Ray's a Laugh". Además, tuvo un pequeño papel como taxista en El quinteto de la muerte (1955), y participó como invitado ocasional en el programa radiofónico The Goon Show.
En 1958 fue elegido para trabajar en el primer film de la serie de películas Carry On, Carry On Sergeant. Fue uno de los actores regulares de la serie, interviniendo en 17 de los 30 títulos originales y en muchas de las producciones televisivas. Su hijo Jeremy actuó interpretando a su hijo en Carry On Nurse. Junto a Kenneth Williams y Eric Barker, Kenneth Connor fue la única estrella de la serie que actuó en el primer título, Carry On Sergeant, y en el último, Carry On Emmanuelle, sin tener en cuenta a la producción de 1992 Carry On Columbus. 
Así mismo, actuó con sus compañeros de Carry On Sid James y Esma Cannon en la comedia británica de 1961 What a carve up!.
Entre 1971 y 1973 Connor se sumó, junto a Arthur Lowe y Ian Lavender, estrellas de Dad's Army, al show radiofónico de la BBC Parsley Sidings. En contraste con algunos de sus compañeros en Carry On, Connor consiguió un éxito posterior en la escena londinense interpretando junto a Frankie Howerd la obra A Funny Thing Happened on the Way to the Forum, además de actuar en revistas en el West End. 
En televisión actuó en The Black and White Minstrel Show, en el show infantil Rentaghost (1983 – 1984), como Monsieur Alfonse en la serie Allo, Allo (1984 – 1992) y como Tío Sammy Morris en Hi-de-Hi! (1986 – 1988). También hizo varias actuaciones como artista invitado en diversas sitcoms, incluyendo That's My Boy, You Rang, M'Lord? y un memorable cameo en un episodio de Blackadder the Third en 1987, junto a la veterana estrella cómica Hugh Paddick. Su último trabajo para TV fue como Mr Warren en un episodio de The Adventures of Sherlock Holmes, emitido en 1994, tras el fallecimiento del actor. 
En total trabajó en más de cincuenta películas, y fue honrado por la Reina con el título de MBE en 1991.
Connor falleció a causa de un cáncer en su domicilio en Harrow, Middlesex en 1993.

## Papeles televisivos
| Año         | Título                            | Papel            |
| ----------- | --------------------------------- | ---------------- |
| 1983 a 1984 | Rentaghost                        |                  |
| 1984 a 1992 | Allo, Allo                        | Monsieur Alfonse |
| 1986 a 1988 | Hi-de-Hi                          | Tío Sammy Morris |
| 1987        | Blackadder the Third              | Enoch Mossop     |
| 1994        | The Adventures of Sherlock Holmes | Mr. Warren       |